# David Uličník
David Uličník (* 18. června 1972, Kroměříž) je český zpěvák a muzikálový herec.

## Životopis
První muzikálové angažmá bylo v roce 1997 v muzikálu Vlasy (Hair) v divadle Pyramida v Praze.
Následovaly role Europa v muzikálu Babylon a Strážného anděla v muzikálu Svět plný andělů v Městském divadle Brno. Dále účinkoval jako Marcus Antonius a Octavian v muzikálu Kleopatra, Steven v muzikálu Dracula a „hodný hoch“ ve Starcích na chmelu. V Hudebním divadle Karlín ztvárnil roli Tonyho ve West Side Story.  Za roli Jeana Valjeana v muzikálu Les Misérables – Bídníci byl poprvé nominovaný na Cenu Thálie.
Další muzikálové role: Cosimo di Medici v muzikálu Galileo, John v Miss Saigon (širší nominace na cenu Thálie), Peron v Evitě, komisař Hudgens v muzikálu Přízrak Londýna a žalobce  Fouquier – Tinville v muzikálu Antoinetta - královna Francie (nominace na cenu Thálie).
Je zakládajícím členem vokálního seskupení 4TET ve složení Jiří Korn, Jiří Škorpík, Dušan Kollár a David Uličník.
V roce 2007 vydal první sólovou desku Hladina zvlněná, která obsahovala jedenáct autorských písní u vydavatelství Areca Multimedia.
Ve stejném roce si jej vybrala operní pěvkyně Eva Urbanová jako hosta svého Velkého vánočního turné.
Na scéně Státní opery Praha ztvárnil titulní roli v opeře Leonarda Bernsteina Candide. Na tomto jevišti účinkoval také jako Monostatos v opeře W. A. Mozarta Kouzelná flétna.
Podílel se na mezinárodním nastudování Bernsteinova jevištního oratoria The Mass (Mše).
V roce 2019 nazpíval s hudební legendou Josefem Zímou duet „Toulej se, dívej se“ autorů Martina Blažka a Pavla Cmírala. K této písni následně vznikl i videoklip.
Je velkým obdivovatelem Karla Kryla a od roku 2021 vystupuje s vlastním pořadem Dialogy s Krylem.
Je ženatý, v roce 2021 se mu narodila dcera Klára a v roce 2024 dcera Sofie.

## Filmografie
- 2006: Bambi 2 • dabing (hlasová role)
- 2008: Kouzla králů • TV film, role: Velitel stráží
- 2013: Duch nad zlato • TV film, role: První halapartník

## Diskografie
Sólo
Hudební alba
- 2006: Hladina zvlněná • Areca Multimedia (katalog. č. AM 80400-2)

Singlové nahrávky
- 2005: Marie milá • Areca Multimedia, digitální singl

Ve spolupráci s 4TET
- 2004: 1st • Areca Multimedia (katalog. č. AM 80243-2) • 15. místo v albovém žebříčku české hitparády[2]
- 2005: 2nd • Areca Multimedia (katalog. č. AM 80382-2) • 13. místo v albovém žebříčku české hitparády[3]
- 2008: 3rd • agentura Krach, distribuce: Akordshop (katalog. č. AK2008-2) • 9. místo v albovém žebříčku české hitparády[4]

## Výběr z díla
Muzikály
- Vlasy
- Babylon
- Svět plný andělů
- Dracula
- Kleopatra
- West Side Story
- Bídníci
- Miss Saigon
- Antoinetta – královna Francie
- Přízrak Londýna
- Evita

Jiné projekty
- Mše • hudební oratorium
- Olza • multimediální projekt

## Ocenění
Hlavní ceny
| Rok  | Nominované dílo                                                         | Cena   | Kategorie                                                | Výsledek | Výsledek |
| ---- | ----------------------------------------------------------------------- | ------ | -------------------------------------------------------- | -------- | -------- |
| 2014 | Antoinetta – královna Francie (role: Antoine Quentin Fouquier-Tinville) | Thálie | Muzikál, opereta nebo jiný hudebnědramatický žánr – Muži | nominace | [ 5 ]    |

Ankety popularity
V letech 2003 až 2013 se každoročně umísťoval v první stovce ankety Český slavík. Nejvyšší pozici v rámci mužské zpěvácké kategorie zaznamenal v r. 2004, kdy s celkovým počtem 1599 bodů skončil na 36. místě. Od roku 2007 se Uličník se seskupením 4TET paralelně umísťuje v horní patnáctce ankety, ve které v letech 2009 a 2011 obsadila skupina 9. (3501 bodů), respektive 10. místo (3665 bodů), neboli jinak své nejlepší výsledky.